# Philip K. Dick
Philip Kindred Dick (Chicago, Illinois, 16 de diciembre de 1928-Santa Ana, California, 2 de marzo de 1982), más conocido como Philip K. Dick, fue un escritor y novelista estadounidense de ciencia ficción, que influyó notablemente en dicho género.
Trató temas como la sociología, la política y la metafísica en sus primeras novelas, donde predominaban las empresas monopolísticas, los gobiernos autoritarios y los estados alterados de conciencia. En sus obras posteriores, el enfoque temático reflejó claramente su interés personal en la metafísica y la teología. A menudo se basó en su propia experiencia vital, y reflejó su obsesión con las drogas, la paranoia y la esquizofrenia en novelas como Una mirada a la oscuridad y SIVAINVI. La novela El hombre en el castillo, galardonada con el premio Hugo a la mejor novela en 1963, está considerada como una obra maestra del subgénero de la ciencia ficción denominado «ucronía». Fluyan mis lágrimas, dijo el policía, una novela sobre una estrella televisiva que vive en un estado policial en un cercano futuro distópico, ganó el premio John W. Campbell Memorial a la mejor novela en 1975.
Además de treinta y seis novelas, escribió 121 cuentos. Gran parte de sus muchos relatos y obras menores fueron publicadas en las revistas pulp de la época; fue en una de ellas donde apareció Beyond Lies the Wub, su primera venta profesional: Planet Stories de julio de 1952. Aclamado en vida por contemporáneos como Robert A. Heinlein o Stanisław Lem, pasó la mayor parte de su carrera como escritor casi en la pobreza y obtuvo poco reconocimiento antes de morir. Tras su muerte, sin embargo, el traslado al cine de varias de sus novelas, comenzando por la adaptación de ¿Sueñan los androides con ovejas eléctricas? en la película Blade Runner, le dio a conocer al gran público. Su obra es hoy una de las más populares de la ciencia ficción y Dick se ha ganado el reconocimiento del público y el respeto de la crítica.

## Biografía

### Infancia y juventud
Philip Kindred Dick y su hermana melliza, Jane Charlotte Dick, fruto de la unión entre Dorothy Kindred Dick y Joseph Edgar Dick en Chicago, nacieron prematuramente seis semanas antes de lo normal. El padre de Dick, un investigador de delitos económicos que trabajaba para el Departamento de Agricultura de los Estados Unidos, había contratado recientemente seguros de vida para la familia. La compañía de seguros envió a una persona al domicilio familiar el 26 de enero de 1929; al ver a Philip desnutrido y a Jane herida, el empleado llevó urgentemente a los niños al hospital. Jane falleció por el camino, con apenas cinco semanas de edad. La muerte de la hermana melliza de Philip lo afectó profundamente, tanto en su obra como en sus relaciones y en todos los aspectos de su vida, dando lugar al leitmotiv del "gemelo fantasma" en muchos de sus libros.
Posteriormente, la familia se mudó al Área de la Bahía de San Francisco, en el estado de California. Cuando Philip cumplió los cinco años, su padre fue trasladado a Reno, en el estado de Nevada. Dorothy se negó a ir allí, de manera que ella y Joseph se divorciaron. Joseph peleó por la custodia de su hijo, pero finalmente no la consiguió. Dorothy, resuelta a criar a Philip sola, obtuvo un trabajo en Washington D. C. y se mudó allí con su hijo.

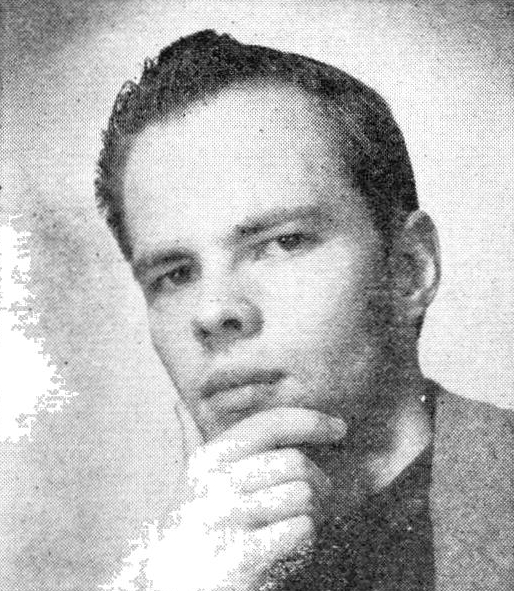
Dick en 1953.

Philip K. Dick cursó estudios básicos en la Escuela Primaria John Eaton desde 1936 hasta 1938, completando los cursos desde el segundo hasta el cuarto. Su peor nota fue un suficiente en redacción, a pesar de que uno de sus profesores comentaba que "demuestra interés y talento para contar historias". En junio de 1938, madre e hijo volvieron a California. Allí fue al instituto de enseñanza secundaria de Berkeley; él y Ursula K. Le Guin fueron alumnos de dicho instituto en la misma promoción, aunque no llegaron a conocerse. Tras terminar sus estudios secundarios, pasó una breve temporada estudiando en la Universidad de California en Berkeley, pretendiendo especializarse en alemán, aunque abandonó estos estudios sin haberlos terminado. Esto se debió a su negativa a seguir el curso del Reserve Officers Training Corp.
Durante el tiempo que pasó en Berkeley, Dick trabó amistad con el poeta Robert Duncan y, según él afirmaba, fue presentador de un programa de música clásica de la emisora de radio KSMO en 1947. Desde 1948 hasta 1952 fue vendedor de discos, su único trabajo antes de publicar su primer cuento en 1952. A partir de entonces, se dedicó a la escritura a tiempo casi completo, publicando su primera novela en 1955. Los años 50 fueron una época difícil para Dick, tanto que, como una vez dijo, "ni siquiera podíamos pagar las sanciones por atraso de la biblioteca". Se relacionó con la contracultura anterior a los 60 de California y simpatizaba con los poetas beat y las ideas de izquierda. Dick se opuso a la guerra de Vietnam, por lo que el FBI le abrió expediente. De hecho, en 1955, Dick y su por entonces esposa, Kleo Apostolides, habían recibido una visita del FBI. La pareja creía que esto era el resultado de las ideas socialistas y actividades izquierdistas de Kleo. No obstante, ambos llegaron a entablar una amistad con uno de estos agentes del FBI, llegando incluso Dick a enseñarle a conducir.

### Madurez

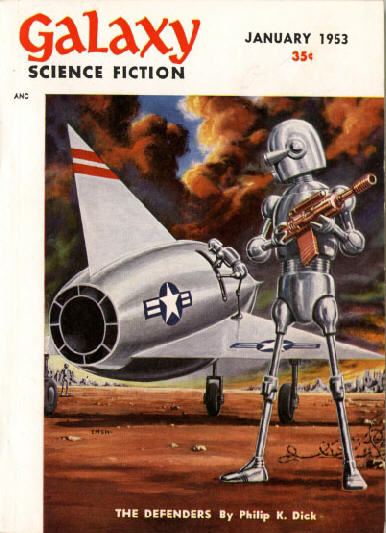
La novela de Dick "The Defenders" fue historia de portada para la edición de enero de 1953 del Galaxy Science Fiction, ilustrada por Ed Emshwiller.

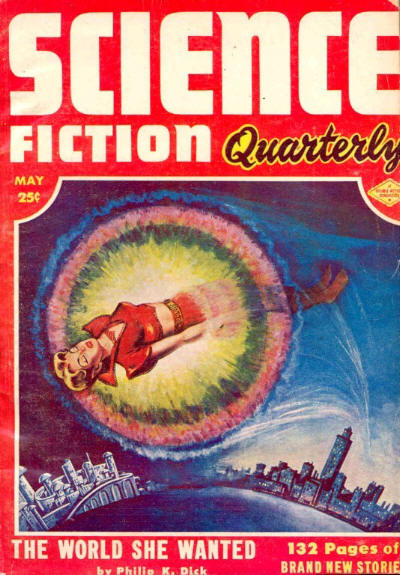
Su cuento "The World She Wanted" fue portada de la edición de mayo de 1953 del Science Fiction Quarterly.

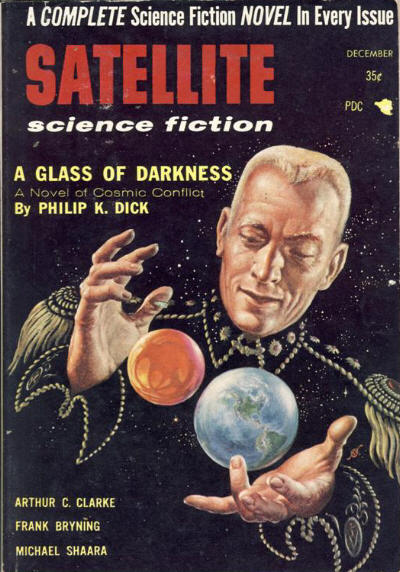
La novela de Dick The Cosmic Puppets apareció inicialmente en la edición de diciembre de 1956 de Satellite Science Fiction como «A Glass of Darkness».

El reconocimiento de la crítica le llegó a Philip K. Dick en 1963, cuando ganó el Premio Hugo por su novela El hombre en el castillo. Aunque Dick fue entonces aclamado como un genio en el mundo de la ciencia ficción, siguió siendo un desconocido para el resto del mundo literario, por lo que sólo pudo publicar sus libros en editoriales especializadas que pagaban poco. En consecuencia, aunque publicó novelas regularmente durante los siguientes años, siguió teniendo dificultades económicas casi hasta el final de sus días.
En su introducción a la recopilación de relatos cortos El hombre dorado (1980), Dick escribió: 

Hace varios años, cuando yo estaba enfermo, Heinlein me ofreció su ayuda, cualquier cosa que pudiese hacer, y no nos conocíamos; me telefoneaba para animarme y ver cómo me iba. Él quería comprarme una máquina de escribir eléctrica —que Dios lo bendiga— era uno de los pocos caballeros de verdad en este mundo. No estoy de acuerdo con ciertas ideas que desarrolla en su obra, pero no importa. En una ocasión en la que yo le debía mucho dinero a Hacienda y no podía conseguirlo, Heinlein me lo prestó. Tengo muy buena opinión de él y de su esposa; a ellos les dediqué un libro como muestra de aprecio. Heinlein es un hombre bien parecido, realmente impresionante y muy militar en su postura; se puede decir que tiene una apariencia militar, incluso en su corte de pelo. Él sabía que yo era un friki desquiciado y aun así nos ayudaba a mí y a mi esposa cuando teníamos dificultades. Eso es lo mejor del ser humano; lo que amo de cada quien.

En 1972, Dick donó sus manuscritos y papeles a la Special Collections Library en la Universidad del Estado de California en Fullerton, donde fueron archivados en la Colección de Ciencia ficción Philip K. Dick en la Biblioteca Pollak. En Fullerton fue donde Dick trabó amistad con los escritores de ciencia ficción K. W. Jeter, James Blaylock y Tim Powers.
La última novela dickiana publicada en vida del autor fue La transmigración de Timothy Archer. Por su carácter visionario, sus obras pueden compararse con las de William S. Burroughs, aunque Dick resulta menos mordaz y más filosófico.
Philip K. Dick se casó cinco veces y tuvo dos hijas (Laura e Isa) y un hijo (Christopher). Todos sus matrimonios terminaron en divorcio.

### Sus visiones y problemas psicológicos
A la edad aproximada de 13 años, Dick tuvo un sueño recurrente durante varias semanas. Soñó que estaba en una librería, buscando un número de la revista Astounding Magazine. El número en cuestión se suponía que contenía el cuento El Imperio nunca cayó, que le revelaría los secretos del universo. A medida que el sueño persistía, la pila de revistas en las que miraba era cada vez más pequeña, pero nunca llegó a la última revista. Finalmente, Dick llegó a tener miedo de que lograr descubrir esa revista lo volviera loco (como en el Necronomicón de Lovecraft o El rey de amarillo de Chambers). Estos sueños cesaron enseguida, pero la frase El Imperio nunca cayó habría de aparecer más tarde en su obra.
El 20 de febrero de 1974 se recuperaba de los efectos del pentotal sódico administrado durante la extracción de una muela del juicio rota. Al abrir la puerta para recibir un nuevo envío de analgésicos, advirtió que la mujer que le traía el paquete llevaba un colgante con lo que él llamó la "vesícula Piscis"[cita requerida]. Este nombre parece basarse en su confusión de dos símbolos relacionados, el Ichthys (dos arcos en intersección representando el perfil de un pez) que los primeros cristianos usaban como símbolo secreto, y la vesica piscis. Una vez solo, comenzó a sufrir extrañas visiones. Aunque éstas podrían en principio atribuirse a los analgésicos, se prolongaron durante varias semanas, lo que vuelve tal explicación poco plausible. Dick describió sus primeras visiones como rayos láser, patrones geométricos y visiones fugaces de Jesucristo así como de la antigua Roma, la que vislumbraba periódicamente. Dick le explicó sus visiones a Charles Platt en estos términos: "experimentaba una invasión de mi mente por una mente transcendentalmente racional, como si yo hubiese estado loco toda mi vida y de repente me hubiese vuelto cuerdo". Durante febrero y marzo de 1974 experimentó una serie de visiones, a las cuales se referiría como "tres-dos-setenta y cuatro" (3/2/1974). Cuando las visiones incrementaron en duración y frecuencia, Dick afirmó que había comenzado a vivir una doble vida: una como sí mismo y otra como Tomás, un cristiano perseguido por los romanos en el siglo I d. C. A pesar de que había consumido drogas y seguía haciéndolo, Dick aceptó estas visiones como reales, buscando otras explicaciones racionales y religiosas, creyendo que había establecido contacto con una entidad divina de algún tipo, a la que se refería como Cebra, Dios, o más frecuentemente SIVAINVI. SIVAINVI es el acrónimo de SIstema de VAsta INteligencia VIva (en inglés VALIS: Vast Active Living Intelligence System). Dick usó este término como título para una de sus novelas, de carácter semiautobiográfico (además de escribir sobre sus experiencias en otra novela del mismo carácter, Radio libre Albemuth), y posteriormente teorizó que era un satélite de algún tipo que enviaba rayos para comunicarse con la gente de la Tierra. Afirmó que dicho ente usaba un "estímulo desinhibidor" para predisponer a los sujetos a la comunicación, en su caso la vesícula Piscis.
El propio Dick especulaba con la posibilidad de sufrir esquizofrenia. La enfermedad mental fue uno de sus intereses constantes, impregnando su obra: Jack Bohlen, un personaje en la novela Tiempo de Marte (1964) es un "exesquizofrénico"; en Los clanes de la luna alfana (1964) imagina una sociedad organizada compuesta por enfermos mentales y en Podemos construirle (1972), uno de los personajes principales es tratado por esquizofrenia. En 1965 escribió el trabajo titulado La esquizofrenia y el Libro de los Cambios.

#### SIVAINVI
La mayoría de los estudiosos de este fenómeno concluirían que las visiones de Dick fueron causadas por una breve crisis psicótica, y podrían estar en lo cierto. Sin embargo, lo que ha hecho que el misterio de las experiencias de Dick haya perdurado es la concurrencia de varios sucesos constatables difíciles de racionalizar. En una ocasión, Dick, al escuchar una estrofa de la canción Strawberry Fields Forever, advirtió que su hijo tenía una hernia inguinal derecha estrangulada. Los chequeos rutinarios del bebé no descubrieron ningún defecto ni enfermedad pero Dick insistió en que se le efectuasen pruebas más exhaustivas para asegurarse de la buena salud de su hijo. El médico terminó por aceptar a pesar de que el niño no presentaba síntomas de ningún tipo. Durante el examen los médicos le detectaron la hernia, que habría sido mortal de no haberse intervenido rápidamente. El niño sobrevivió gracias a la operación. Dick atribuye este episodio a un contacto con SIVAINVI.
Otro suceso extraño fue un episodio de xenoglosia. La esposa de Dick transcribió los sonidos que le oyó pronunciar y Dick descubrió más tarde que se trataba de un antiguo dialecto griego, que nunca había estudiado.

#### Exégesis
Experimentara o no realmente algún tipo de comunicación divina, Dick fue incapaz de explicar racionalmente los hechos. Durante el resto de su vida, luchó por comprender mejor lo que le estaba ocurriendo, cuestionando su propia cordura y su percepción de la realidad. Expurgó tantos pensamientos como pudo en un diario, la Exégesis.
A medida que pasaba el tiempo, se volvió crecientemente paranoico, creyendo que la KGB o el FBI estaban urdiendo conspiraciones contra él y tendiéndole trampas. En algún momento creyó que habían irrumpido en su casa y robado diversos documentos, aunque más tarde concluye que probablemente hubiese sido él mismo quien cometiera el robo y lo hubiera olvidado. Esta experiencia es reflejada en las vivencias de su personaje Bob Arctor, Agente Fred, en Una mirada a la oscuridad.
Sus obras más tardías, especialmente la trilogía de SIVAINVI, tienen un fuerte componente autobiográfico. Muchas de ellas incluyen referencias al 2 de febrero de 1974. Dick fue también un voraz lector de obras de religión, filosofía y metafísica, especialmente de las relacionadas con el gnosticismo. La influencia de estas lecturas es patente en muchas de sus historias.

### Fallecimiento
El 17 de febrero de 1982, después de completar una entrevista, Dick contactó a su terapeuta, quejándose de una vista defectuosa, quien le aconsejó que acudiera inmediatamente a un hospital, pero no lo hizo. Al día siguiente, fue encontrado inconsciente en el piso de su casa en Santa Ana, California, tras haber sufrido un derrame cerebral. Pocos días después, el 25 de febrero, Dick sufre otro derrame estando hospitalizado que le causa la muerte cerebral. El 2 de marzo de 1982 es desconectado del soporte vital y fallece. Después de su muerte, el padre de Dick, Joseph, lleva sus cenizas al Cementerio Riverside en Fort Morgan, Colorado (sección K, bloque 1, lote 56), donde son enterradas junto a las de su hermana melliza Jane, que había muerto siendo niña. Su lápida había sido inscrita con los nombres de ambos en el momento de su fallecimiento, hacía 53 años.

## Seudónimos
Ocasionalmente, Philip K. Dick firmó sus obras con seudónimos, especialmente Richard Philips y Jack Dowland. El apellido Dowland se refiere al compositor John Dowland, que aparece en varias obras dickianas. El título de la novela Fluyan mis lágrimas, dijo el policía se refiere a la obra más conocida de Dowland, Fluyan mis lágrimas. En la novela La invasión divina, el personaje Linda Fox es una cantante muy conocida en toda la galaxia, cuyas canciones son todas ellas versiones de obras de John Dowland. Además, algunos protagonistas dickianos se llaman Dowland.
El cuento Orfeo con pies de arcilla fue publicado bajo el seudónimo de Jack Dowland. El protagonista desea ser la musa del autor ficticio Jack Dowland, considerado el mejor autor de ciencia ficción del siglo XX. En la historia, Dowland publica un cuento titulado Orfeo con pies de arcilla bajo el seudónimo de Philip K. Dick.
En su novela semiautobiográfica SIVAINVI, el protagonista se llama Amacaballo Fat. "Philip", o "Phil-Hippos", significa en griego "el que ama a los caballos", mientras que en inglés, "Fat" (gordo) es la traducción del alemán "Dick".
Aunque el propio Dick nunca empleó esta denominación, sus seguidores y la crítica a menudo se refieren familiarmente a él como "PKD" (tal como se habla a veces de Jorge Luis Borges como "JLB"), y usan los adjetivos "dickiano" y "phildickiano" para describir su estilo y sus temas (como "orwelliano" o "ballardiano").

## Temática
Dejando a un lado el enfoque simplista y optimista del mundo frecuente en la "edad dorada" de la ciencia ficción, las obras de Philip K. Dick se caracterizan por una sensación de constante erosión de la realidad, explorando su naturaleza enigmática de forma sistemática y creando ambientes posmodernos y decadentes, adelantándose al subgénero cyberpunk. A menudo, los protagonistas descubren que sus seres queridos (o incluso ellos mismos) son sin saberlo robots, alienígenas, seres sobrenaturales, espías sometidos a lavados de cerebro, alucinaciones, o cualquier combinación de éstos; este rasgo de la obra dickiana refleja la obsesión del autor acerca de la frágil naturaleza de la realidad perceptible. Sus historias a menudo se convierten en fantasías surrealistas a medida que los personajes van descubriendo que su vida diaria es realmente una ilusión construida por poderosas entidades externas (como por ejemplo en Ubik), por grandes conspiraciones políticas, o simplemente por las peripecias de un narrador no creíble.
Gregg Rickman, el mayor cronista de Dick, propuso un esquema con tres etapas para orientarnos en la amplia obra dickiana:
1. La primera (1951-1960), la etapa política, abarca desde los primeros cuentos hasta Confesiones de un artista de mierda.
2. La segunda (1962-1970), la etapa metafísica, desde El hombre en el castillo hasta Fluyan mis lágrimas, dijo el policía.
3. La última etapa (1974-1981), la etapa mesiánica, desde la experiencia SIVAINVI hasta la publicación de La transmigración de Timothy Archer.[16]

Dick situó la acción de varias de sus novelas en el mundo ucrónico de California del Norte. Su aclamada novela El hombre en el castillo (1963, ganadora del Premio Hugo) es una obra pionera que mezcla los géneros de la ciencia ficción y la historia alternativa.
De acuerdo con el autor de ciencia ficción Charles Platt: "Toda su obra parte de la asunción básica de que no puede haber una única realidad objetiva; todo es una cuestión de percepción. La tierra puede temblar bajo tus pies. Un protagonista puede verse viviendo como sueño de otra persona, o entrar en un estado inducido por drogas que de hecho tenga más sentido que el mundo real, o aparecer en un universo completamente diferente".
Los universos alternativos y los simulacros son artificios argumentales habituales, presentando mundos ficticios poblados por personas normales y corrientes, en lugar de elites galácticas. Como indica Ursula K. Le Guin: "No hay héroes en los libros de Dick, pero hay actos heroicos. Uno se acuerda de Dickens: lo que cuenta es la honradez, constancia, amabilidad y paciencia de la gente ordinaria"
Dick no mantuvo en secreto que muchas de sus ideas y trabajos estuvieron fuertemente influidos por los escritos de Carl Gustav Jung, el fundador suizo de la teoría del psiquismo humano denominada psicología analítica (para distinguirla de la teoría freudiana del psicoanálisis). Durante su adolescencia, estuvo en tratamiento con un analista junguiano. En los años 50, fue adquiriendo con devoción las obras completas de Jung, publicadas por la editorial Bollingen. Lo impresionaron especialmente sus Septem Sermones ad Mortuos, de inspiración gnóstica. Jung, autodidacta experto en los fundamentos inconscientes y mitológicos de la experiencia consciente, opinaba que las experiencias místicas podían estar basadas en una realidad subyacente. Los modelos y construcciones junguianas que más afectaron a Dick parecen ser los arquetipos de lo inconsciente colectivo, las proyecciones y alucinaciones colectivas, las experiencias de sincronicidad y su teoría de la personalidad. Muchos de los protagonistas de las obras de Dick analizan la realidad y sus propias percepciones en términos junguianos. Otras veces, el tema se refiere a Jung tan claramente que la conexión resulta obvia. La Exégesis de Dick también contiene muchas notas sobre Jung en relación con la teología y el misticismo.[cita requerida]
Philip K. Dick experimentó con drogas psicoactivas, aunque siempre negó que hubieran influido en su obra. No obstante, el consumo de drogas fue tema importante en muchos de sus trabajos, como Una mirada a la oscuridad y Los tres estigmas de Palmer Eldritch. Dick consumió anfetaminas de forma habitual, y también experimentó brevemente con substancias psicodélicas, pero escribió Los tres estigmas de Palmer Eldritch, obra proclamada "la novela LSD por excelencia de todos los tiempos" por la revista Rolling Stone, antes de haber probado esa droga. Por otra parte, de acuerdo con una entrevista suya publicada en 1975 por la misma revista, Dick escribió todos sus libros publicados antes de 1970 bajo los efectos de las anfetaminas.

## Obra

### Obras selectas

#### El hombre en el castillo
La trama de El hombre en el castillo (1962) transcurre en un universo alternativo en el cual los Estados Unidos de América son gobernados por las potencias de un Eje victorioso tras la Segunda Guerra Mundial. Esta novela está considerada como una obra destacada del subgénero denominado "historia alternativa", y es la única obra dickiana que ganó un Premio Hugo.

#### Los tres estigmas de Palmer Eldritch
Los tres estigmas de Palmer Eldritch (1965) utiliza un conjunto de conceptos de ciencia ficción y desarrolla varias capas de realidad e irrealidad. Es también uno de los primeros trabajos de Dick en explorar temas religiosos.
Los tres estigmas de Palmer Eldritch narra una historia que transcurre en el siglo XXI y en la que, bajo la autoridad de las Naciones Unidas, el ser humano ha colonizado la Luna y todos los planetas habitables del sistema solar. Para la mayor parte de los colonos, la vida resulta sumamente desagradable y psicológicamente monótona, por lo cual las Naciones Unidas tienen que obligar a la gente a que vaya a las colonias. La mayoría de ellos se entretienen usando muñecas Perky Pat y accesorios fabricados por la compañía terrestre Equipos P. P. Dicha compañía también produce en secreto la Can-D, una droga alucinógena ilegal, aunque fácil de conseguir, que permite a la persona que la consume «trasladarse» en Perky Pat (si dicha persona es una mujer) o en el novio de Pat, Walt (si la persona es un hombre). El uso recreativo de la Can-D permite a los colonos experimentar algunos minutos de una vida idealizada en la Tierra participando en una alucinación colectiva.

#### ¿Sueñan los androides con ovejas eléctricas?
En ¿Sueñan los androides con ovejas eléctricas? (1968), un cazador de recompensas vigila la población local de androides en una Tierra envenenada y devastada por una guerra nuclear, de la cual se han marchado todas las personas "de éxito". Los únicos que permanecen en el planeta son los que carecerían de perspectivas en otro mundo. Todos los androides (también conocidos como "andys" o "andrillos" dependiendo de la traducción) tienen una fecha de muerte prefijada de antemano. Sin embargo, unos pocos andrillos buscan escapar a su destino y suplantar a los humanos en la Tierra.
Esta novela es muy conocida como la fuente literaria de la película Blade Runner (1982), y constituye una intensificación de la nota dominante en toda la obra dickiana: ¿qué es real?, ¿qué es irreal?, ¿son los androides, que parecen humanos y actúan como humanos, humanos verdaderos?, ¿deberíamos tratarlos como a máquinas o como a personas?, ¿cuál es el factor crucial que define al ser humano como "vivo", en oposición a los que solamente viven en apariencia?

#### Gestarescala
Gestarescala (en original en inglés Galactic Pot-Healer, 1969) trata una serie de cuestiones filosóficas y políticas, tales como las sociedades represivas, el fatalismo y la búsqueda de sentido en la vida.
Mezcla de distopía y de alegoría sobre el espacio interior, constituye uno de los grandes libros del escritor estadounidense, una de las obras intelectualmente más complejas y controvertidas de Dick. Gestarescala está muy influida por la obra del psicólogo Carl Gustav Jung en la que se expone la búsqueda del alma verdadera por parte del hombre moderno.

#### Ubik
La novela Ubik (1969) narra una historia en la cual, con la aparición de grandes compañías especializadas en psiquismo y de un estado de vida suspensa después de la muerte, se crea un estado de realidad erosionada. En el año 2005, esta obra fue incluida por la revista Time Magazine entre las mejores cien novelas de todos los tiempos.

#### Fluyan mis lágrimas, dijo el policía
Fluyan mis lágrimas, dijo el policía (1974) relata las peripecias de Jason Taverner, una estrella televisiva que vive en un estado policial en un cercano futuro distópico. Después de ser atacado por una exnovia enfadada, Taverner se despierta en una lóbrega habitación de hotel. El protagonista todavía tiene su dinero en la cartera, pero sus documentos de identidad han desaparecido; ello constituye un grave inconveniente, ya que los controles de seguridad de los «pols» y los «nats» (la policía y la Guardia Nacional de los Estados Unidos) están presentes por toda la ciudad y arrestan a todo aquel que no tenga documentos de identidad.
Jason al principio piensa que fue víctima de un robo, pero en seguida descubrirá que toda su identidad ha sido borrada. No existe ningún registro suyo en ninguna base de datos oficial, e incluso sus más próximos colegas no lo reconocen ni lo recuerdan. Por primera vez en muchos años, Jason no tiene fama ni reputación en la que confiar. Sólo cuenta con su carisma innato para ayudarle mientras trata de averiguar qué sucedió con su pasado evitando la atención de los pols.
Fluyan mis lágrimas, dijo el policía fue la primera novela publicada por Dick tras años de silencio, tiempo durante el cual su reputación ante la crítica aumentaba; así, esta obra ganó el Premio John W. Campbell Memorial a la mejor novela de ciencia ficción; se trata de la única novela de Philip K. Dick que resultó finalista tanto en una edición de los Premios Hugo como en una de los Premios Nebula.
En un trabajo escrito dos años antes de su muerte, Dick describía cómo su pastor episcopaliano le indicó que una importante escena de la novela era muy similar a otra del libro de los Hechos de los Apóstoles. Richard Linklater habla sobre esta novela en su película Waking Life, que comienza con una escena que recuerda a otra novela de Dick, Tiempo desarticulado.

#### Una mirada a la oscuridad
Una mirada a la oscuridad (1977) es una desoladora mezcla de ciencia ficción y novela policíaca. En la trama, un agente secreto de la policía de narcóticos comienza a perder contacto con la realidad después de ser víctima de la sustancia D, la misma droga que debería perseguir, que tiene efectos permantentes sobre la mente. La sustancia D es instantáneamente adictiva, comenzando con una agradable euforia que rápidamente se ve reemplazada por confusión creciente, alucinaciones y, finalmente, psicosis total. En esta novela, como en todas las otras del mismo autor, hay un hilo subyacente de paranoia y disociación, con múltiples realidades percibidas simultáneamente. Fue adaptada al cine por Richard Linklater.

#### SIVAINVI (VALIS)
SIVAINVI (1980) es quizá la novela más posmoderna y autobiográfica de Dick, examinando sus propias experiencias inexplicadas. Puede también ser considerada como su trabajo más estudiado académicamente, y fue adaptado como ópera por Tod Machover.
Sus últimos trabajos, especialmente la trilogía de SIVAINVI, fueron en gran medida autobiográficos, muchos con referencias al «tres-dos-setenta y cuatro» (3 de febrero de 1974). Como ya se ha mencionado, la palabra SIVAINVI es el acrónimo de SIstema de VAsta INteligencia VIva y el título de una novela (continuada temáticamente en al menos tres novelas más). Posteriormente, Dick teorizó que SIVAINVI era tanto un generador de realidad como un medio de comunicación extraterrestre. Un cuarto manuscrito sobre SIVAINVI, Radio Libre Albemuth, escrito en 1976, fue descubierto después de su muerte y publicado en 1985. El editor, Arbor House, describe este trabajo como introducción y clave a su espléndida trilogía de SIVAINVI.

#### Exégesis
A pesar de la sensación de que, de alguna manera, estaba experimentando una comunicación con la divinidad, Dick fue incapaz de racionalizar por completo los sucesos. Durante el resto de su vida, luchó por comprender plenamente lo que estaba ocurriendo, poniendo en cuestión su propia cordura y su percepción de la realidad. Dick transcribió sus pensamientos en unos diarios, la Exégesis, de ocho mil páginas y un millón de palabras.
Desde 1974 hasta su muerte en 1982, Dick pasó noches enteras escribiendo en su diario, a menudo bajo la influencia de las anfetaminas, que sin duda contribuyeron a su tono exaltado. Un tema recurrente en la Exégesis es la hipótesis de que la historia se había parado en el siglo I d. C. y que «el Imperio romano nunca cayó». El autor veía a Roma como la cúspide del materialismo y del despotismo que, después de forzar a los gnósticos a la clandestinidad, había mantenido a la población de la Tierra esclavizada por las posesiones mundanas. Dick creía que SIVAINVI se había comunicado con él y con otras personas anónimas para desencadenar el proceso de destitución del presidente de los Estados Unidos Richard Nixon, a quien Dick consideraba la actual encarnación del emperador de Roma.
En abril de 2010, Houghton Mifflin Harcourt anunció el proyecto de publicar extractos adicionales de la Exégesis en dos volúmenes. El primero, de 1056 páginas, habría sido publicado en 2011, y el segundo (un volumen de la misma longitud) en 2012. El editor Jonathan Lethem describió las próximas publicaciones como algo «absolutamente sofocante, brillante, repetitivo y contradictorio. Solo podría contener el secreto del universo». El proyecto fue modificado para publicar la Exégesis como un libro de gran formato. The Exegesis of Philip K. Dick fue finalmente publicada en noviembre de 2011.

### Novelas
1955
Lotería solar (Solar Lottery)
1956
El tiempo doblado (The World Jones Made)
Planetas morales (The Man Who Japed)
1957
Ojo en el cielo (Eye in the Sky)
Muñecos cósmicos (The Cosmic Puppets)
1959
Tiempo desarticulado (Time Out of Joint). Inspiró la película The Truman Show
1960
Dr. Futurity / Peón del Tiempo (Time Pawn)
El martillo de Vulcano (Vulcan's Hammer)
1962
El hombre en el castillo (The Man in the High Castle). Ganadora del premio Hugo en 1963.
1963
Torneo mortal (The Game-Players of Titan)
1964
La penúltima verdad (The Penultimate Truth)
Tiempo de Marte (Martian Time-Slip)
Los simulacros (The Simulacra)
Los clanes de la luna alfana (Clans of the Alphane Moon)
1965
Los tres estigmas de Palmer Eldritch (The Three Stigmata of Palmer Eldritch)
El doctor Moneda Sangrienta (Dr. Bloodmoney, or How We Got Along After the Bomb)
1966
Aguardando el año pasado (Now Wait for Last Year)
The Crack in Space
The Unteleported Man
1967
La pistola de rayos (The Zap Gun)
El mundo contra reloj (Counter-Clock World)
The Ganymede Takeover (en colaboración con Ray Nelson)
1968
¿Sueñan los androides con ovejas eléctricas? (Do Androids Dream of Electric Sheep?). Inspiró la película Blade Runner.
1969
Gestarescala (Galactic Pot-Healer)
Ubik
1970
Laberinto de muerte (A Maze of Death)
Nuestros amigos de Frolik 8 (Our Friends from Frolix 8)
1972
Podemos construirle (We Can Build You)
1974
Fluyan mis lágrimas, dijo el policía (Flow My Tears, the Policeman Said). Ganadora del premio John W. Campbell Memorial.
1975
Confesiones de un artista de mierda (Confessions of a Crap Artist). Adaptada al cine en 1992
1976
Deus irae (en colaboración con Roger Zelazny)
1977
Una mirada a la oscuridad (A Scanner Darkly). Inspiró la película de mismo nombre en 2006
1981
SIVAINVI (VALIS)
La invasión divina (The Divine Invasion)
1982
La transmigración de Timothy Archer (The Transmigration of Timothy Archer)
1984
The Man Whose Teeth Were All Exactly Alike
1985
Radio Libre Albemuth (Radio Free Albemuth)
Ir tirando (Puttering About in a Small Land)
En busca de Milton Lumky (In Milton Lumky Territory)
1986
Humpty Dumpty in Oakland
1987
Mary y el gigante (Mary and the Giant)
1988
The Broken Bubble
Nick and the Glimmung (novela infantil)
1994
Gather Yourselves Together
2004
Lies, Inc.

## Adaptaciones al cine y la televisión
Numerosas obras de K. Dick han sido llevadas a la gran pantalla, pues Hollywood parece haber encontrado un filón en sus historias futuristas repletas de protagonistas no del todo heroicos, pero llenos de determinación, así como en el magnetismo que desprende el halo de sufrimiento y autodestrucción de su obra autobiográfica.
- Impostor (Peter Hammond, 1962), episodio del ciclo de televisión británico Out of this world basado en el cuento Impostor de 1953.
- Blade Runner (Ridley Scott, 1982) basada en su novela ¿Sueñan los androides con ovejas eléctricas? de 1968.
- Total Recall (Paul Verhoeven, 1990) basada en su relato Podemos recordarlo por usted al por mayor de 1966.
- Confessions d'un Barjo (Jérôme Boivin, 1992) basada en su novela Confesiones de un artista de mierda de 1975.
- Screamers (Christian Duguay, 1995) basada en su relato La segunda variedad de 1953.
- Total Recall 2070 (Mario Azzopardi, 1999) serie televisiva basada en su relato Podemos recordarlo por usted al por mayor de 1966 y en el largometraje homónimo de 1990.
- Impostor (Gary Fleder, 2001) basada en su relato Impostor de 1953.
- Minority Report (Steven Spielberg, 2002) basada en su relato El informe de la minoría de 1956.
- Paycheck (John Woo, 2003) basada en su relato La paga de 1953.
- A Scanner Darkly (Richard Linklater, 2006) basada en su novela homónima de 1977.
- Next (Lee Tamahori, 2007) basada en su relato El hombre dorado de 1954.
- Screamers: the Hunting (Sheldon Wilson, 2009) secuela del largometraje del mismo nombre de 1995.
- The Adjustment Bureau (George Nolfi, 2011) basada en su cuento Equipo de ajuste de 1954.[24]
- Total Recall (Len Wiseman, 2012) basada nuevamente en su relato Podemos recordarlo por usted al por mayor de 1966.[25]
- Radio Free Albemuth (John Alan Simon, 2010 (Premier), 2014) basada en su novela Radio Libre Albemuth de 1985.[26]
- Minority Report (Max Borenstein, 2015) serie televisiva coproducida por Amblin Entertainment basada en el relato El informe de la minoría de 1956.
- The Man in the High Castle (Frank Spotnitz, 2015) serie televisiva coproducida por Amazon basada en la novela homónima de 1962.[27]
- Philip K. Dick's Electric Dreams (2017) serie de televisión de antología y ciencia ficción basada en el trabajo de Dick.
- Blade Runner 2049 (Denis Villeneuve, 2017) continuación de la película homónima y basada también en su novela ¿Sueñan los androides con ovejas eléctricas? de 1968.[28]

### Futuras adaptaciones
Futuras adaptaciones cinematográficas basadas en los escritos de Dick incluyen:
- La adaptación al cine de su novela de 1969 Ubik, que según la hija de Dick, Isa Dick Hackett, se encuentra en negociaciones avanzadas.[29] De acuerdo con IMDb, la película sería dirigida por Michel Gondry.[30][31] Sin embargo, en 2014 el escritor/director dijo al medio francés Telerama (vía Jeux Actu) que ya no estaba trabajando en el proyecto.[32]
- King of the Elves, adaptación animada de Disney basada en su cuento El rey de los elfos de 1953.
- En mayo de 2009, The Halcyon Company, conocida por desarrollar la franquicia Terminator, anunció que después de Terminator Salvation adaptarían Fluyan mis lágrimas, dijo el policía de Dick.[33] Halcyon adquirió la primera opción de los derechos a las obras de Philip K. Dick en 2007.

### Influencia en otras obras
Se ha señalado también la huella de Dick en algunas películas que, sin basarse directamente en ninguna obra de este, reelaboran algunos de los temas característicos del autor, como la naturaleza dudosa de la realidad y de nuestros recuerdos. Entre ellas destacan:
- Cobra (Buichi Terasawa, 1978). Toma su premisa inicial del relato Podemos recordarlo por usted al por mayor.
- Ghost in the shell (Mamoru Oshii, 1995).
- Abre los ojos (Alejandro Amenábar, 1997).
- The Truman Show (Peter Weir, 1998). Su argumento tiene similitud con el de la novela Tiempo desarticulado de 1959.
- Dark City (Alex Proyas, 1998).
- The Matrix (Hermanas Wachowski, 1999).
- eXistenZ (David Cronenberg, 1999).
- The Thirteenth Floor (Josef Rusnak, 1999).
- Donnie Darko (Richard Kelly, 2001).
- Eternal Sunshine of the Spotless Mind (Michel Gondry, 2004).
- Southland Tales (Richard Kelly, 2006).
- Inception (Christopher Nolan, 2010).
- Source Code (Duncan Jones, 2011).
- Psycho-Pass (Gen Urobuchi, 2012).

### Biopic
El 8 de agosto de 2006, el actor Paul Giamatti anunció que su compañía, Touchy Feely Films, tiene previsto producir un biopic sobre Philip K. Dick, con el permiso de su hija Isa Dick Hackett, propietaria de la compañía Electric Shepherd Productions (Producciones Pastor Eléctrico). Tony Grisoni, guionista de películas como Fear and Loathing in Las Vegas o Tideland de Terry Gilliam, está escribiendo el guion de la película.

## Apariciones en la ficción
Desde su muerte, Dick ha aparecido como personaje en diferentes obras. Es destacable su presencia en Desgraciadamente, Philip K. Dick ha muerto (1987), de Michael Bishop, novela situada en un universo alternativo gnóstico donde sus relatos de ciencia ficción han sido prohibidos en unos Estados Unidos totalitarios gobernados por un Richard Nixon víctima de una posesión diabólica.
Otras apariciones ficticias post mortem de Dick:
- El relato The Transmigration of Philip K (1984) de Michael Swanwick.
- La citada novela Desgraciadamente, Philip K. Dick ha muerto (o La ascensión secreta) (Philip K. Dick is Dead, Alas, 1987) de Michael Bishop.
- El relato Kindred Blood in Kensington Gore (1992) de Brian W. Aldiss.
- La novela Of the City of the Saved... (2004) de Philip Purser-Hallard.
- El largometraje PROXIMA (2007) de Carlos Atanes, donde el personaje Felix Cadecq, inspirado directamente en Dick, protagoniza un escándalo en un congreso de ciencia ficción muy similar al vivido por el propio Dick en Metz en 1977.
- En el cómic de humor Fanhunter del autor catalán Cels Piñol hay un personaje llamado Alejo Cuervo, librero que cree estar poseído por el espíritu de Philip K. Dick y toma el poder de Europa, convirtiéndose en el Papa Alejo I.

## Premios

### Conseguidos
- 1963: Premio Hugo de novela por El hombre en el castillo
- 1974: Premio John W. Campbell Memorial por Fluyan mis lágrimas, dijo el policía
- 1977: Encuesta Locus: Décimo en el ranking de mejores autores de todos los tiempos
- 1978: Premio Británico de Ciencia Ficción por Una mirada a la oscuridad (A Scanner Darkly)
- 1985: Premio Kurd Lasswitz por Valis (SIVAINVI en español)
- 1985: Premio Gigamesh de novela por La transmigración de Timothy Archer
- 1989: Premio Gigamesh de novela por Aguardando el año pasado
- 1990: Premio Gigamesh de antología por Aquí yace el Wub
- 1993: Premio Gigamesh de antología por El padre cosa
- 1998: Encuesta Locus, 18.ª mejor novela anterior a 1990 por El hombre en el castillo
- 1998: Encuesta Locus, 43.ª mejor novela anterior a 1990 por Ubik
- 1998: Encuesta Locus, 51.ª mejor novela anterior a 1990 por ¿Sueñan los androides con ovejas eléctricas?
- 2005: Incluido, con carácter póstumo, en el Salón de la Fama de la Ciencia Ficción

### Nominaciones
- 1965: Premio Nébula de novela por El doctor Moneda Sangrienta
- 1965: Premio Nébula de novela por Los tres estigmas de Palmer Eldritch
- 1968: Premio Nébula de novela por ¿Sueñan los androides con ovejas eléctricas?
- 1968: Premio Hugo por La fe de nuestros padres
- 1974: Premio Nébula de novela por Fluyan mis lágrimas, dijo el policía
- 1975: Premio Hugo por Fluyan mis lágrimas, dijo el policía
- 1982: Premio Nébula de novela por La transmigración de Timothy Archer
- 1986: Premio Prometheus por Radio Libre Albemuth

### Eponimia
El asteroide (9004) Peekaydee fue nombrado así por este escritor.

### Cuentos completos
- Cuentos completos I. {2005, ISBN 978-84-450-7538-8}. Incluye: Estabilidad, Roog, La pequeña rebelión, Más allá se encuentra el wub, El cañón, La calavera, Los defensores, La nave humana, Flautistas en el bosque, Los infinitos, La máquina preservadora, Sacrificio, El hombre variable, La rana infatigable, La cripta de cristal, La vida efímera y feliz del zapato marrón, El constructor, El factor letal, La paga, El gran C, En el jardín, El rey de los elfos, Colonia, La nave de Ganimedes, La Niñera
- Cuentos completos II. {2011, ISBN 978-84-450-7580-7}. Incluye: La viejecita de las galletas, Detrás de la puerta, La Segunda variedad, Recuerdos al por mayor, El mundo de Jon, Cazadores cósmicos, Progenie, Algunas clases de vida, Los marcianos llegan en oleadas, El abonado, El mundo que ella deseaba, Una incursión en la superficie, Proyecto: Tierra, Problemas con las burbujas, Desayuno en el crepúsculo, Un regalo para Pat, El fabricante de capuchas, Sobre manzanas marchitas, Humano es, Equipo de ajuste, Planeta imposible, Impostor, James P.Crow, Planeta de paso, La maqueta, Un recuerdo, Equipo de exploración, Autor, autor
- Cuentos completos III. {2007, ISBN 978-84-450-7623-1}. Incluye: Coto de caza, El ahorcado, Peculiaridades de los ojos, El hombre dorado, Y gira la rueda, El último experto, El padre-cosa, El extraño paraíso, Tony y los escarabajos, Nul-O, Servir al amo, Pieza de colección, Los reptadores, Campaña publicitaria, La estratagema, Sobre la desolada Tierra, Foster, estás muerto, La paga del duplicador, Veterano de guerra, La barrera de cromo, Desajuste, Un mundo de talentos, ¡Cura a mi hija, mutante!
- Cuentos completos IV. {2008, ISBN 978-84-450-7699-6}. Incluye: Autofab, Servicio técnico, Mercado cautivo, El patrón de Yancy, El informe de la minoría, Mecanismo de recuerdo, La M imposible, Nosotros, los exploradores, Juego de guerra, Si no existiera Benny Cemoli, Una actuación novedosa, Araña de agua, Lo que dicen los muertos, Orfeo con pies de barro, Los días de Perky Pat, El suplente, ¿Qué vamos a hacer con Ragland Park?, ¡Oh, ser un blobel!
- Cuentos completos V. {2008, ISBN 978-84-450-7718-4}. Incluye: La cajita negra, La guerra con los fnuls, Artefacto precioso, Síndrome de alejamiento, Una odisea terrícola, Su cita será ayer, Combate sagrado, Un juego sin azar, No por su encuadernación, La revancha, La fe de nuestros padres, La historia que pondrá fin a todas las historias para la antología de Harlan Ellison "Dangerous Visions", La hormiga eléctrica, Cadbury, el castor necesitado, Algo para nosotros, temponautas, Las prepersonas, El ojo de la sibila, El día que el señor Ordenador se cayó del árbol, La puerta de salida da adentro, Cadenas de aire, redes de éter, Extraños recuerdos de la muerte, Espero llegar pronto, El caso Rautavaara, La mente alienígena

### Novelas y antologías
- La exégesis de Philip K. Dick. {2023, ISBN 978-84-450-0726-6}
- El hombre en el castillo. {2021, ISBN 978-84-450-0678-8}
- Mary y el gigante. {2021, ISBN 978-84-450-0864-5}
- La burbuja rota. {2021, ISBN 978-84-450-0865-2}
- Confesiones de un artista de mierda. {2021, ISBN 978-84-450-0610-8}
- El mundo que Jones creó. {2019, ISBN 978-84-450-0600-9}
- Podemos fabricarte. {2018, ISBN 978-84-450-0559-0}
- Electric Dreams. {2018, ISBN 978-84-450-0511-8}
- Nick y el Glimmung. {2017, ISBN 978-84-450-0481-4}
- ¿Sueñan los androides con ovejas eléctricas? {2017, ISBN 978-84-450-0480-7}
- Los jugadores de Titán. {2017, ISBN 978-84-450-0449-4}
- La pistola de rayos. {2014, ISBN 978-84-450-0062-5}
- Laberinto de muerte. {2013, ISBN 978-84-450-0148-6}
- Esperando el año pasado. {2013, ISBN 978-84-450-0133-2}
- La invasión divina. {2013, ISBN 978-84-450-0135-6}
- Dr. Bloodmoney. O cómo nos las apañamos después de la bomba. {2013, ISBN 978-84-450-0118-9}
- Tiempo desarticulado. {2012, ISBN 978-84-450-0050-2}
- La transmigración de Timothy Archer. {2012, ISBN 978-84-450-0015-1}
- Fluyan mis lágrimas, dijo el policía. {2011, ISBN 978-84-450-7860-0}
- Ubik. {2011, ISBN 978-84-450-7830-3}
- Tiempo de Marte. {2008, ISBN 978-84-450-7703-0}
- Los clanes de la luna Alfana. {2007, ISBN 978-84-450-7629-3}
- Los tres estigmas de Palmer Eldritch. {2007, ISBN 978-84-450-7635-4}
- Lotería solar. {2007, ISBN 978-84-450-7630-9}
- Nuestros amigos de Frolik 8. {2007, ISBN 978-84-450-7511-1}
- Simulacra. {2007, ISBN 978-84-450-7632-3 }
- Valis. {2007, ISBN 978-84-450-7631-6}
- La penúltima verdad. {2004, ISBN 978-84-450-7491-6}
- Una mirada a la oscuridad. {2002, ISBN 978-84-450-7406-0}

### Otras ediciones
- Gestarescala, traducción Julián Díez. Madrid: Ediciones Cátedra, 2016. ISBN 978-84-376-3576-7
- ¿Sueñan los androides con ovejas eléctricas?, traducción Julián Díez. Colección Letras Populares. Madrid: Ediciones Cátedra, 2015. ISBN 978-84-376-3455-5
- Blade Runner. ¿Sueñan los androides con ovejas eléctricas?, traducción Miguel Antón. Tapa dura con sobrecubierta. Colección Edhasa Literaria. Barcelona: Editorial Edhasa, 2012. ISBN 978-84-350-1073-3
- Deus Irae, Philip K. Dick y Roger Zelazny. Colección Ciencia Ficción 2. Granada: Icaro Ediciones, reedición 2008. ISBN 978-84-936741-6-8
- La Pistola de Rayos (The Zap Gun, 1967), Barcelona: Ediciones Gigamesh, 2005. ISBN 84-96208-29-X
- Algo para nosotros temponautas, incluido en Cronopaisajes, Ediciones B (rústica/bolsillo), 2003. ISBN 978-84-666-1127-5/ISBN 978-84-666-1781-9
- La mente alien, Ediciones Colihue, colección nave madre número 1, 2001. ISBN 978-950-581-582-1
- Lo recordaremos por usted perfectamente, incluido en Los Mejores Relatos de Ciencia Ficción, Alfaguara, 1998. ISBN 978-84-204-4494-9
- Confesiones de un artista de mierda, Madrid: Valdemar, 1992. ISBN 84-7702-061-2
- Los clanes de la luna alfana, Madrid: Miraguano, 1990. ISBN 84-7813-065-9
- La máquina preservadora, colección Nebulae. Barcelona: Edhasa, 1989. ISBN 978-84-350-2023-7
- Radio Libre Albemut, Barcelona: Ultramar Editores, 1989.
- Aguardando el año pasado, colección Etiqueta Futura. Madrid: Ediciones Júcar, 1988. ISBN 84-334-4002-0
- Los simulacros, Barcelona: Ediciones Martínez Roca, 1988. ISBN 84-270-1184-9
- El doctor Moneda Sangrienta, colección Nebulae. Barcelona: Editorial Edhasa, 1988. ISBN 978-84-350-2200-2
- Podemos Construirle, Barcelona: Ediciones Martínez Roca, 1988.
- Sivainvi, Barcelona: Ultramar Editores, 1988.
- Nuestros amigos de Frolik 8, Ediciones Martínez Roca, 1987. ISBN 84-270-1144-X
- Ojo en el cielo, Barcelona: Ediciones Orbis, 1985.
- La transmigración de Timothy Archer, colección Nebulae. Barcelona: Edhasa, 1984. ISBN 978-84-350-0437-4
- Dr. Bloodmoney o cómo nos la apañamos después de la bomba, Editorial Acervo: 1974, 1982.
- El mundo contra reloj, Madrid: EDAF, 1980. ISBN 84-7166-603-0
- En la tierra sombría, colección Nebulae. Barcelona: Edhasa, 1978. ISBN 978-84-350-0216-5
- Fluyan mis lágrimas, dijo el policía, Editorial Acervo, 1976.
- Un mundo de talento, Barcelona: Edhasa, 1967.
- Torneo mortal, Barcelona: Edhasa, 1965.

### Biografías
- Alonso, Luciano, Philip Dick, instrucciones de uso, Editorial Alaska. ISBN 978-987-24870-5-8
- Barlow, Aaron, ¿Cuánto te Asusta el Caos? Política, Religión y Filosofía en la obra de Philip K. Dick, Editorial AJEC. ISBN 978-84-96013-05-6
- Bishop, Michael, Desgraciadamente, Philip K. Dick ha muerto, La Factoría de Ideas. ISBN 978-84-9800-441-0
- Capanna, Pablo, Idios Kosmos. Claves para Entender a Philip K. Dick, Editorial AJEC. ISBN 978-84-96013-14-8
- Carrère, Emmanuel, Yo estoy vivo y vosotros estáis muertos. Un viaje en la mente de Philip K. Dick, traducción Marcel Tombetta. Editorial Anagrama, 2018. ISBN 978-84-339-0808-7 (Ediciones Minotauro, 2007. ISBN 978-84-450-7636-1)
- Dick, Anne R., En busca de Philip K. Dick, traducción Lluís Delgado. Gigamesh Ediciones, 2020. ISBN 9788417507480
- Sammon, Paul M., Cómo se hizo "Blade Runner", Alberto Santos Editor. ISBN 978-84-95070-32-6

### Revistas, fanzines y e-zines
- Revista Gigamesh, n.º 39, abril de 2005, "Especial Philip K. Dick", de varios autores.
- E-Zine La Langosta se ha Posado, n.º 6, marzo de 1995, "Especial Philip K. Dick a 13 años de su deceso", de varios autores.
- Nueva Dimensión Nº145 mayo-junio de 1982 "Homenaje-In Memorian a Philp K. Dick" con la transcripción de la conferencia SF de Metz en Francia: "Si encuentran ustedes este mundo malo, deberían ver algunos de los otros".
- "The magazine of fantasy and science fiction", julio de 1964, "Cantata 140" (este cuento vuelve a aparecer en la colección "Ciencia Ficción 10" de Editorial Bruguera).